# 梁勇
梁勇（？—），男，汉族，中华人民共和国政治人物。现任新疆维吾尔自治区人民政府副秘书长。第十四届全国政协委员。